# Hirlatzhöhle
Jeskyně Hirlatzhöhle v masívu Dachsteinu poblíž Hallstattu je s délkou 115 870 m druhou nejdelší rakouskou jeskyní. Hloubka jeskyně je 1559 metrů, což činí jeskyni jednou z nehlubších v Rakousku. Systém se rozprostírá od Oberfeldu na východě po Gamskogel na západě. V lednu 2005 jeskynní potápěč Ulrich Meyer proplaval skrze 11 500 m vzdálené sifony, jedná se o světový rekord v jeskynním potápění.
Poblíž se nacházejí proslulá Obří ledová jeskyně, Mamutí jeskyně a zatím nejmladší dachsteinská jeskyně Koppenbrüllerhöhle.